# Бахметьевская улица (Саратов)
Бахме́тьевская у́лица (ранее Уединённая и Богда́на Хмельни́цкого) — улица Саратова в его центре, заключённая между параллельными ей Рабочей улицей и Белоглинской улицей, и лежащими перпендикулярно ей улицей Рахова и улицей Максима Горького.

## История
Улица появилась в 1830-е — 1840-е годы, когда окраины Саратова активно застраивались. Поначалу она получила название Уединённой, потом её стали называть Бахметьевской по имени Николая Ивановича Бахметьева — саратовского помещика и композитора.
В 1954 году, в год 300-летия Переяславской рады, улица была переименована в честь Богдана Хмельницкого. Историческое название возвращено 26 апреля 1991 года.

## Здания
По нечётной стороне:

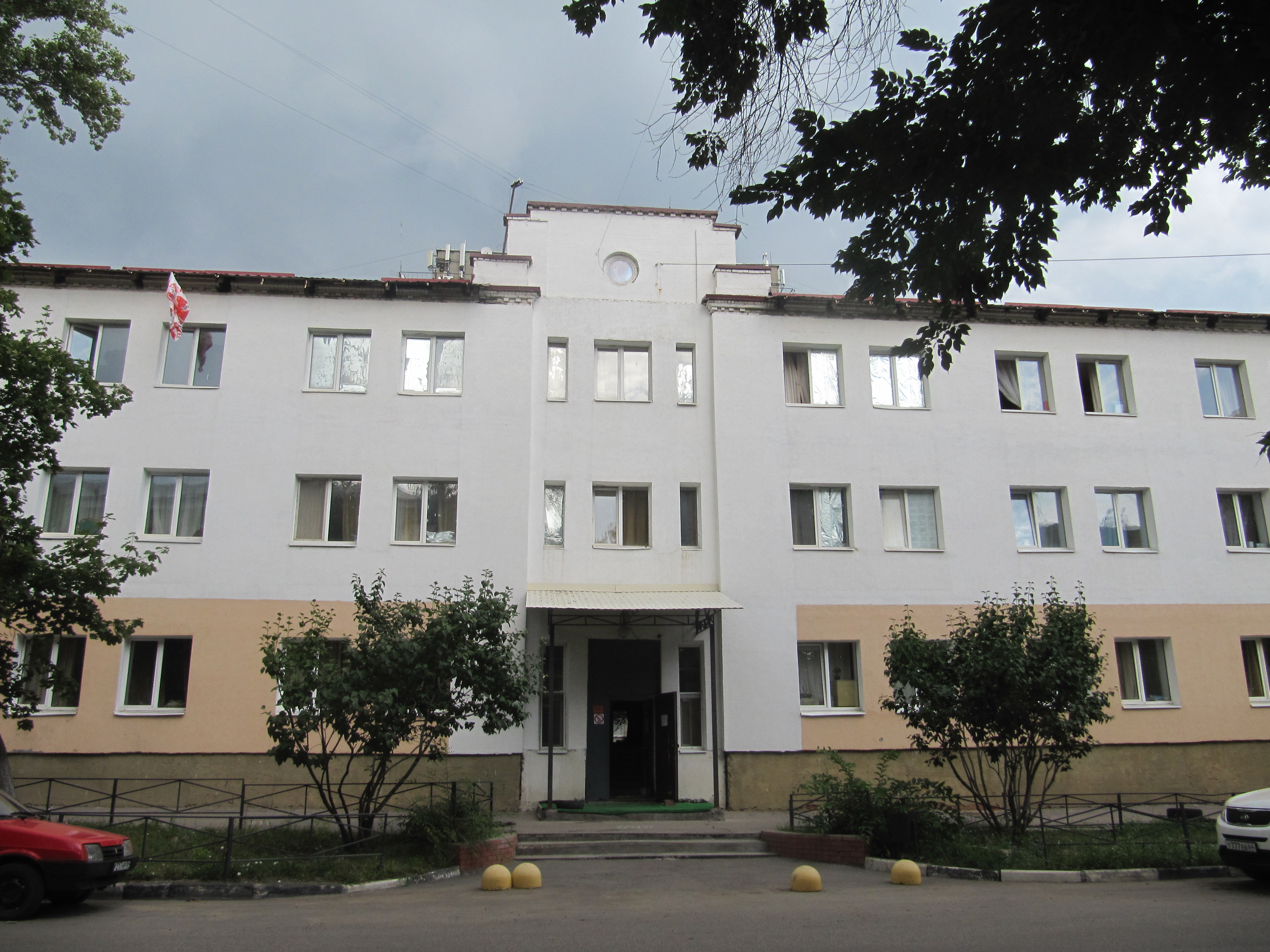
Бахметьевская ул. 4, общежитие

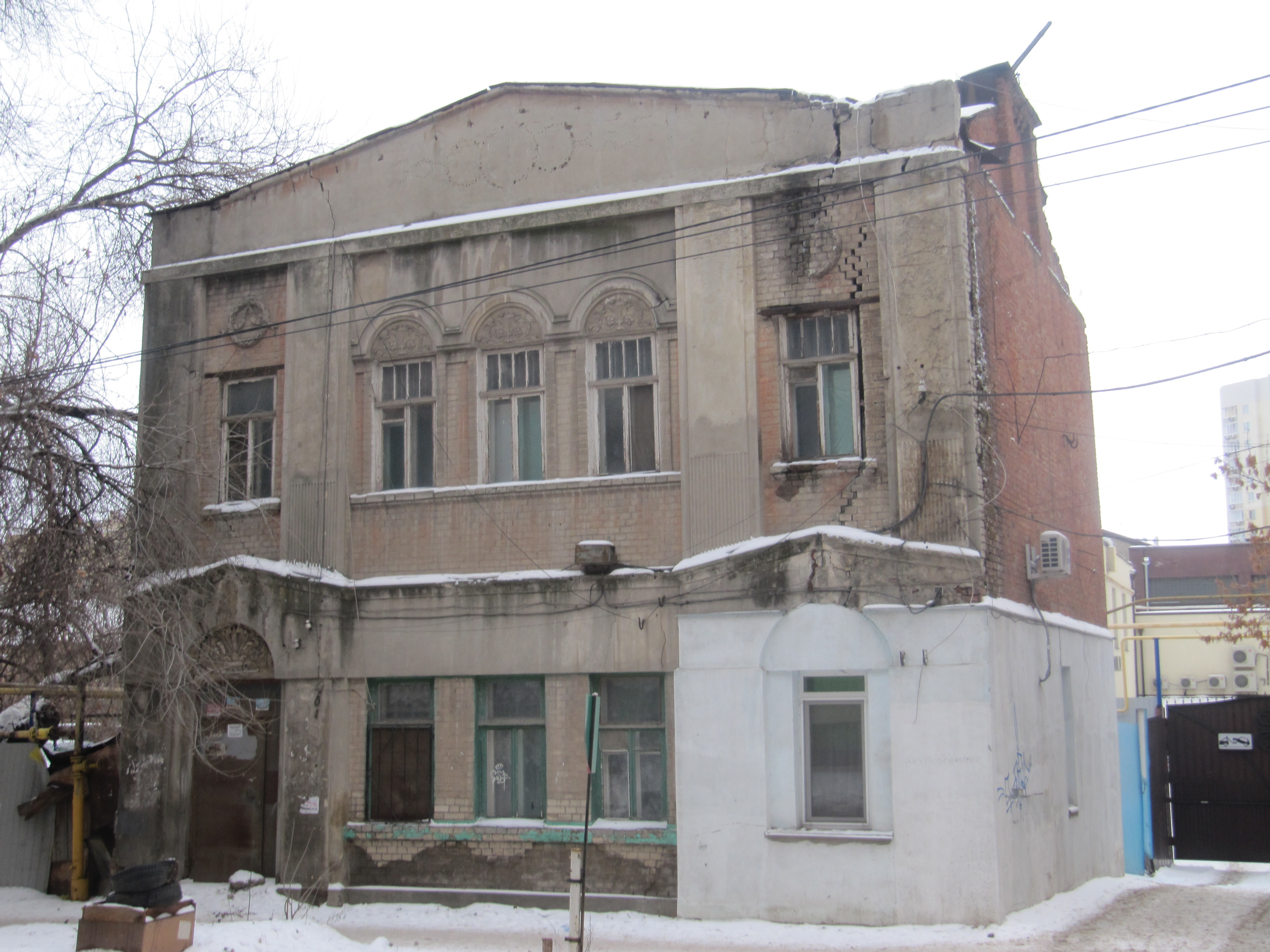
Бахметьевская ул. дом 15

- № 5, № 7 — 6-е и 5-е общежития СГАУ.
- № 9 — общежитие № 4 ПИ СГУ.
- между Вольской улицей и улицей Чапаева — остатки первоначальной застройки улицы.
- № 35/37 — прокуратура Октябрьского района.

По чётной стороне — многоэтажная жилая застройка.
- № 4 — общежитие № 1 СГМУ

## Транспорт
Общественный транспорт по улице не ходит. Ближайшие остановки:
- Троллейбус № 3, 16, маршрутное такси № 76, 77. Ост. «Улица Рабочая» (на пересечении Рахова и Рабочей).
- Автобус № 2, 2к, 6, 90. Ост. «Улица Рабочая» (на пересечении Чапаева и Рабочей).

## Пересечение
Бахметьевская улица пересекается с:
- улицей Максима Горького,
- улицей Заулошнова,
- Вольской улицей,
- улицей Чапаева,
- улицей Рахова.